# Labro
Pour les articles homonymes, voir Labro (homonymie).
Labro est une commune italienne de moins de 500 habitants, située dans la province de Rieti, dans la région Latium, en Italie centrale.

## Histoire
Ce village a longtemps été en possession de la famille Nobili Viteleschi, qui possédait en même temps beaucoup d'autres terrains, palais et résidences (palais de Tarquinia appelé Palazzo Vitteleschi, entre autres). 
Aujourd'hui cette famille détient le seul vrai musée du village: le bâtiment comprend certains vestiges du Moyen Âge, une tour avec une belle vue sur la région, des escaliers datant de l'an 1000) et aussi des armes (antiques et modernes, allant de l'épée pour enfant à l'obus de la Seconde Guerre mondiale), des meubles antiques, comme des sièges etc ; on peut voir aussi des cheminées d'époque, des archives (des documents remontant jusqu'au XIe siècle).

## Monuments et patrimoine
Ce village a été restauré par un architecte belge qui est tombé amoureux de la région et a racheté une grande partie du village pour le restaurer et puis a revendu ce qu'il a restauré.
A Labro vit trois fêtes par années:
- Calici sotto le stelle[2]
- Labro Festival, du 15 au 26 juillet[3]
- Festival Labro con gusto e con arte entre octobre et novembre.

## Administration
| Période                                  | Période                  | Identité                                                                           | Étiquette | Qualité |
| ---------------------------------------- | ------------------------ | ---------------------------------------------------------------------------------- | --------- | --- |
| 2008- 2012- 2016- 2020- 09/06/2024-      | 2012 2016 2020 2024 2028 | Victor Labro Gastone Curini Gastone Curini Gastone Curini (4eme mandat consécutif) |           | Victor Labro est le premier Maire de Labro appartenant au parti Ligue (Lega) d'extrême droite Né à Labro, Curini est le seul maire de cette commune à faire 4 mandats consécutifs, il est âgé de 63 ans en septembre 2024 |
| Les données manquantes sont à compléter. |                          |                                                                                    |           | |

Sources :,,

### Communes limitrophes
Arrone, Colli sul Velino, Morro Reatino, Terni